# Carolina Lama
Carolina Lama in arte Lina (Faenza, 20 aprile 1922 – Roma, 26 novembre 2014) è stata una violista italiana.

## Biografia
A seguito dei vari trasferimenti del padre, ufficiale dell'esercito, visse a Potenza, Udine, Napoli dove si diplomò al Conservatorio San Pietro a Majella in violino, viola, pianoforte e composizione. Dal 1959 al 1992 fu titolare della cattedra di viola al Conservatorio di Santa Cecilia di Roma, di cui fu anche Accademica.
Fu prima viola di varie orchestre nazionali e internazionali. Si esibì come solista nei maggiori teatri del mondo, diretta fra gli altri da Fernando Previtali, Hermann Scherchen, Isaj Aleksandrovič Dobrovejn, Paul Hindemith, Paul Klecki, Otmar Suitner.
È considerata la maggiore strumentista italiana ed europea di viola del Novecento.
La sua morte improvvisa, avvenuta nel 2014 all'età di 92 anni, fu messa in relazione con l'assunzione di un vaccino antinfluenzale.

## Premi e riconoscimenti
Nel 2011 ricevette il riconoscimento di “Faentino lontano” assegnatole dalla città di Faenza.